# Пермское сельское поселение
Пермское се́льское поселе́ние — сельское поселение в Ольгинском районе Приморского края.
Административный центр — село Пермское.

## История
Статус и границы сельского поселения установлены Законом Приморского края от 11 октября 2004 года № 145-КЗ «Об Ольгинском муниципальном районе»

## Население
| 2008 | 2010  | 2011  | 2012 | 2013 | 2014 | 2015 |
| ---- | ----- | ----- | ---- | ---- | ---- | ---- |
| 1148 | ↘1016 | ↘1011 | ↘978 | ↗980 | ↘968 | ↘943 |
| 2016 | 2017  | 2018  | 2019 | 2020 | 2021 |      |
| ↘915 | ↘903  | ↘869  | ↘851 | ↘839 | ↘699 |      |

## Состав сельского поселения
В состав сельского поселения входят 3 населённых пункта:
| № | Населённый пункт | Тип населённого пункта       | Население |
| - | ---------------- | ---------------------------- | --------- |
| 1 | Ветка            | село                         | ↘184      |
| 2 | Новониколаевка   | село                         | ↘149      |
| 3 | Пермское         | село, административный центр | ↘683      |

## Местное самоуправление
Администрация
Адрес: 692454, с. Пермское, ул. Центральная, 24. Телефон: 8 (42376) 9-31-32
Глава администрации
- Листровой Николай Степанович